# The Lady Lies
The Lady Lies, cuya traducción al castellano es "La Dama Miente", es una canción del grupo inglés Genesis, perteneciente al álbum And Then There Were Three del año 1978. Es la canción número diez de esta placa y ha sido compuesta en su totalidad por el tecladista Tony Banks.
Desde el punto de vista progresivo, "The Lady Lies" es con seguridad la canción más emocionante del álbum. Una alegoría acerca del poder de la mujer sobre el hombre, cuenta la historia de un caballero quien es inducido por una mujer-demonio para entrar en su casa, pero nunca más vuelve a salir de ella. La canción fue escrita en un rápido compás 12/8, que por momentos parece ser incluso más rápido, en un 3/4.
Está gobernada por una implacable sección rítmica que recuerda a las viejas canciones clásicas de Genesis, incluyendo su línea de bajo. El solo de teclado es más etéreo, no tan firmemente arraigado como era costumbre, y el punto más débil de la canción es su falta de personalidad. La rimbombante transición entre los versos y el coro se compensan completamente en términos de grandeza.
"The Lady Lies" fue parte de los conciertos en vivo de la banda entre los años 1978 y 1980. Su inclusión en cada uno de los repertorios durante las grabaciones de ese período (junto con el éxito pop Follow You, Follow Me) demuestra cuan apreciada fue por los seguidores del grupo. La única grabación oficial en vivo de esta canción se encuentra en el álbum Genesis Archive 2: 1976-1992.
- Datos: Q7745140